# Trophime Bigot
Pour les articles homonymes, voir Bigot.
Trophime Bigot ou Théophisme Bigot, parfois assimilé avec le « Maître à la Chandelle » (8 juin 1579, Arles -21 février 1650, Avignon) est un peintre français.

## Biographie
Trophime Bigot naît à Arles en 1579 où il reçoit sa formation artistique ; il aurait été en particulier l'élève de Louis Finson lors du passage de ce dernier à Arles vers 1613. Entre 1620 et 1634, il passe de nombreuses années en Italie, en particulier à Rome. On le retrouve à Arles dès 1634 où il exécute des tableaux, une Assomption de la Vierge (1635) et un Saint Laurent condamné au supplice (1638) pour des églises locales, notamment l'église Saint-Trophime. Propriétaire en Camargue, il y fait exploiter quelques biens. De 1638 à 1642, il vit à Aix-en-Provence, place des Prêcheurs, où il peint une autre Assomption de la Vierge. Il revient à nouveau à Arles et partage à cette date ses activités entre sa ville natale et Avignon où il meurt en 1650.

## Œuvres
Dans les années 1960, l’historien d’art américain Benedict Nicolson a réuni plusieurs tableaux caravagesques, non signés, tous éclairés par une lanterne ou une bougie et offrant un caractère stylistique homogène, et les a attribués à un maître anonyme désigné comme « Le Maître à la chandelle ». En 1964, il proposa d'y voir l’œuvre de Trophime Bigot. Aujourd'hui, cette attribution est très contestée, car ne sont réellement connues de Bigot que trois œuvres signées et datées, au style différent. Des études récentes (Maria Beatrice De Ruggieri, Le tele della cappella della Passione a Santa Maria in Aquiro, 2018, 8 pages, libre accès sur internet. L’article traite d’autres tableaux), confirment deux attribution et  une à son atelier (Dans l'église de Santa Maria in Aquiro, à Rome). Pour d'autres, l’attribution la plus probable serait celle d’un anonyme caravagesque, français ou nordique, du début du 17e siècle ayant séjourné à Rome.
Une quarantaine d’œuvres éparpillées dans des musées européens restent néanmoins le plus souvent présentées comme des attributions à Trophime Bigot. Onze toiles se trouvant à Rome, dans des Galeries-Musées et des églises, lui sont attribuées ou pourraient être de son atelier. Parmi celles-ci :
- Saint Sébastien soigné par Irène, Bordeaux, musée des Beaux-Arts[4]
- Vanité, Rome, palais Corsini
- Saint Jérome, Rome, palais Corsini
- Le Repas d'Emmaüs, Chantilly, musée Condé[5]
- Saint Laurent, Arles, église Saint-Césaire[6]
- Chanteur à la chandelle, Rome, Galerie Doria Pamphilj
- Homme criant (Schreiender Mann), Vienne (Autriche), Kunsthistorisches Museum
- La Mise au Tombeau du Christ, Carpentras, Musée de l'Inguimbertine

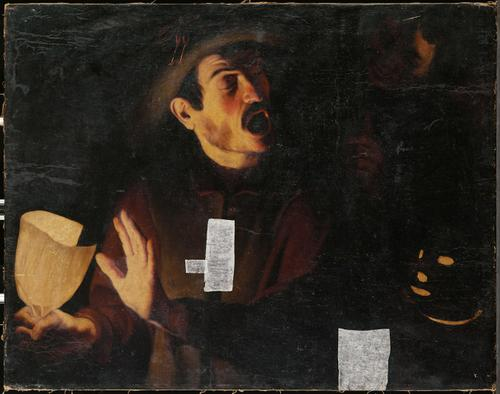
Homme criant (c.1625) Vienne, Autriche, Kunsthistorisches Museum
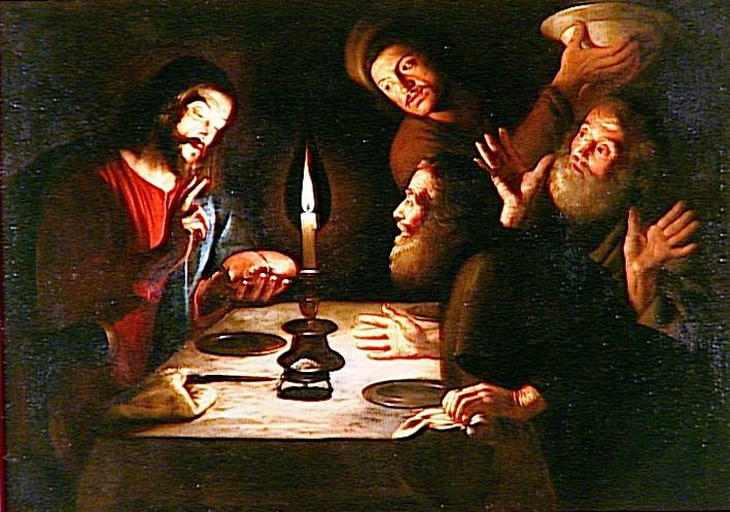
Le repas d’Emmaüs Chantilly - Musée Condé
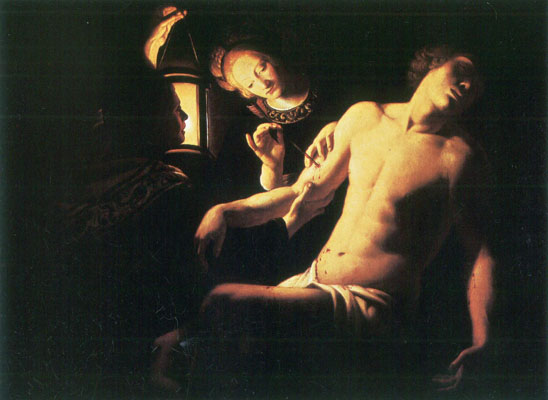
Saint Sébastien soigné par Irène Rome - Pinacothèque du Vatican[7],